# Rheobatrachus vitellinus
Rheobatrachus vitellinus, comunemente chiamata rana gastrica settentrionale, è una specie estinta di rana gastrica originaria dell'Australia. Fu avvistato l'ultima volta nel 1987 e dichiarato estinto nel 2015.

## Descrizione
La rana gastrica settentrionale era una specie molto più grande della rana gastrica meridionale. I maschi hanno raggiunto 5,0-5,3 cm di lunghezza e le femmine 6,6-7,9 cm di lunghezza. Questa specie aveva anche un colore molto più scuro, solitamente marrone chiaro, e come le rana gastrica meridionale, la sua pelle era bitorzoluta e ricoperta da uno strato di muco viscido. Addome e sulla parte inferiore delle braccia e delle gambe erano presenti delle vivide macchie gialle. Il resto del ventre era di colore bianco o grigio. Il timpano era nascosto e l'iride era marrone scuro. La forma del corpo della rana gastrica settentrionale era molto simile a quella della specie meridionale.

## Distribuzione e Habitat

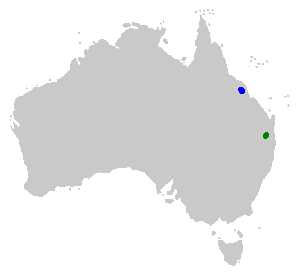
Distribuzione della rana gastrica settentrionale (blu)

La rana gastrica settentrionale ( Rheobatrachus vitellinus ) è stata scoperta nel 1970 da Michael Mahony. Era limitato alle aree della foresta pluviale della catena montuosa Clarke nel parco nazionale Eungella e all'adiacente foresta statale di Pelion nel Queensland centro-orientale. Anche questa specie era confinata in una piccola area – meno di 500 km² , ad altitudini di 400–1000 m. Un anno dopo la sua scoperta, non fu più avvistato nonostante i grandi sforzi per localizzarlo. Questa specie è considerata estinta.

## De-estinzione
Gli scienziati stanno facendo progressi nei loro sforzi per riportare in vita le specie di rane gastriche utilizzando il trasferimento nucleare delle cellule somatiche (SCNT), un metodo di clonazione.
Nel marzo 2013, alcuni scienziati australiani sono riusciti a creare un embrione vivente partendo da materiale genetico non vivente conservato. Questi scienziati dell'università di Newcastle, in Australia, guidati dal Prof. Michael Mahony, che è stato il primo a scoprire la rana gastrica settentrionale, Simon Clulow e il Prof. Mike Archer dell'Università del Nuovo Galles del Sud sperano di continuare a utilizzare metodi di trasferimento nucleare di cellule somatiche per produrre un embrione in grado di sopravvivere fino allo stadio di girino. "Ci aspettiamo che questo tizio salti di nuovo", afferma il ricercatore dell'UNSW Mike Archer.
Gli scienziati dell'Università di Newcastle hanno anche riferito di aver congelato e scongelato con successo (crioconservazione) cellule embrionali di anfibi totipotenti, che insieme alla crioconservazione dello sperma  forniscono la "prova di concetto" essenziale per l'uso della crioconservazione come banca del genoma per anfibi minacciati e anche per altri animali.